# 古川隆弘
古川 隆弘（ふるかわ たかひろ、1969年3月9日 -）は、株式会社日本家庭教師センター学院（商標登録番号第3091948号）の代表取締役。学院長。二代目ふくろう博士（商標登録番号第3062127号）。

## 略歴
- 1969年3月9日　埼玉県与野市（現・さいたま市中央区）で生まれる。
- 1980年　与野市立鈴谷小学校（現・さいたま市立鈴谷小学校）卒業。
- 1984年　与野市立与野南中学校（現・さいたま市立与野南中学校）卒業。
- 1987年　武南高等学校卒業。第22期。
- 1993年　神奈川県相模原市私立麻布大学獣医学部獣医学科卒業。寄生虫学研究室所属。
- 1994年　獣医師免許取得。登録番号32800号。
- 1994年　東京都新宿区百人町の和光マンション内と豊島区東池袋のサンシャイン60ビル内にある株式会社日本家庭教師センター学院（商標登録番号第3091948号）の事務局長に就任。
- 1994年　ラジオたんぱ（現ラジオNIKKEI）「ふくろう博士Jr.古川隆弘のチャレンジ禁多浪」のパーソナリティー担当。
- 1995年　東京都新宿区百人町と豊島区東池袋から東京都中野区中野三丁目に学院本部を移転。
- 2000年　５年５ヶ月間担当したラジオたんぱ（現ラジオNIKKEI）「ふくろう博士Jr.古川隆弘のチャレンジ禁多浪」終了。
- 2000年　株式会社日本家庭教師センター学院長（商標登録番号第3091948号）の副学院長から代表取締役学院長に就任。
- 2008年10月8日　実母弘子死去。72歳没。
- 2012年　日テレ「ぶらり途中下車の旅～ふくろう博物館～（京浜東北線北浦和駅）」の紹介。
- 2015年2月9日　実父古川のぼる（本名：隆<のぼる>）初代ふくろう博士（商標登録番号第3062127号）死去。80歳没[1][2][3][4][5]。
- 2015年8月1日　東京都中野区中野二丁目28番1号中野JMビル３Ｆに学院本部を移転。

## テレビ出演
- 1998年9月22日　日テレ「ルックルックこんにちは～稲川淳二のLet’s豪邸～」
- 2000年3月19日　TBS「さんまのSUPERからくりTV～玉緒が行く～」
- 2012年6月23日　日テレ「ぶらり途中下車の旅～ふくろう博物館～（京浜東北線・北浦和駅）」

## ラジオ出演
- 1994年10月1日～2000年3月25日　ラジオたんぱ（現ラジオNIKKEI）「ふくろう博士Jr.古川隆弘のチャレンジ禁多浪」のパーソナリティー担当。
- 2002年3月30日　エフエム東京「サントリー・サタデー・ウェイティング・バー」

## 著書
- 家庭教師派遣業苦情110番（改訂版下巻）古川のぼる共著　教育報道社　1996
- 中学生の驚異の学習法 ふくろう博士のプロ家庭教師軍団が教える 古川のぼる共著 二見書房 1998 (サラ・ブックス)
- 小学生の驚異の学習法 ふくろう博士のプロ家庭教師軍団が教える 古川のぼる共著 二見書房 1999 (サラ・ブックス)
- ふくろう博士の新時代へ羽搏く“梟”の挑戦 JAA出版 2010
- ふくろう博士の新時代へ羽搏く“梟”の挑戦（改訂版） 2016